# 288 Главка
288 Главка (288 Glauke) — астероїд головного поясу, відкритий 20 лютого 1890 року Робертом Лютером у Дюссельдорфі.